# Strada statale 622 di Solda
La strada statale 622 di Solda (SS 622) è una strada statale italiana per intero sviluppata all'interno del comune di Stelvio, nella Provincia autonoma di Bolzano.

## Percorso
Ha origine nella località Gomagoi e, proseguendo in direzione sud, costeggia il rio Solda e arriva alla località Solda. Da qui sono presenti impianti per accedere al sovrastante Ortles.

## Storia
Già contemplata nel piano generale delle strade aventi i requisiti di statale del 1959, è solo col decreto del Ministro dei lavori pubblici del 19 agosto 1971 che viene elevata a rango di statale con i seguenti capisaldi d'itinerario: "Innesto strada statale n. 38 a Gomagoi - Solda".
In seguito al decreto legislativo 2 settembre 1997, n° 320, dal 1º luglio 1998, la gestione è passata dall'ANAS alla provincia autonoma di Bolzano. Quest'ultima ha lasciato la classificazione e la sigla di statale (SS) alla strada, poiché non si tratta di un trasferimento dal demanio dello Stato a quello delle Regioni, ma di una delega in materia di viabilità e pertanto la titolarità resta sempre in capo allo Stato.